# Adventure (Atari 2600)
Adventure är ett Atari 2600-spel från 1979, ansett som det första "action-äventyrsspelet". Warren Robinett, spelets utvecklare, introducerade i och med ett rum i spelet där hans namn stod skrivet - något som (enligt vissa källor: felaktigt) kom att räknas som det första "påskägget".

## Påskägg
I de svarta katakomberna (på svårighetsgrad 2 eller 3), i den södra väggen finns ett rum med en "osynlig" 1-pixels objekt kallad grey dot. Genom att föra denna pixel till östra änden av korridoren under det gyllene slottet där flera olikfärgade pixlar finns förvandlas väggen så att den blir osynlig och man kan gå igenom till ett rum där orden "Created by Warren Robinett" (Skapad av Warren Robinett) står utskrivna.